# Улица Ебенезер Плејс (Вик, Шкотска)
Ебенезер Плејс је најкраћа улица на свету по Гинисовој књизи рекорда, дугачка 2.06 метара.

## Историја
У улици се налази само једна кућа која је саграђена 1883. године као хотел, а власник је добио наредбу од градског већа да улаз у Бистро хотела региструје као засебну улицу. Ебенезер плејс је званично постала улица 1887. године, а у Гинисову књигу рекорда као најкраћа улица на свету уписана је 2006. године.